# Cyclotellina remies
Cyclotellina remies is een tweekleppigensoort uit de familie Tellinidae. De wetenschappelijke naam van de soort werd gepubliceerd in 1758 door Carl Linnaeus, als Tellina remies, in de tiende editie van Systema naturae.